# نينا (ممثلة إسبانية)
نينا (بالكتالونية: Anna Maria Agustí i Flores)‏ هي مغنية ومقدمة تلفزيونية وممثلة إسبانية، ولدت في 1 أكتوبر 1966 في برشلونة في إسبانيا.

## وصلات خارجية
- نينا على موقع IMDb (الإنجليزية)
- نينا على موقع ميوزك برينز (الإنجليزية)
- نينا على موقع ديسكوغز (الإنجليزية)
- نينا على موقع قاعدة بيانات الفيلم (الإنجليزية)